# Fosa de Tetis
La fosa de Tetis fue una antigua fosa oceánica que existió en la parte septentrional del océano Tetis durante el Mesozoico Medio y principios del Cenozoico. La fosa de Tetis se formó cuando la placa de Cimmeria colisionó con Laurasia, hace alrededor de 200 millones de años, durante el Jurásico Inferior. Alcanzó su máxima extensión desde el Cretácico Superior al Paleoceno, desde lo que hoy es Grecia hasta la parte occidental del océano Pacífico. La formación de esta zona de subducción probablemente causó que los continentes de África e India se desplazaran hacia Eurasia, lo que dio lugar a la apertura del océano Índico. 
Cuando Arabia e India colisionaron con Eurasia, el océano Tetis y la fosa se cerraron. Vestigios de la fosa de Tetis todavía se pueden encontrar actualmente en el sureste de Europa y suroeste de Asia Sudoriental. 